# Сэйвен, Гленн
Гленн Сэйвен (англ. Glenn Savan, 1953[…] — 14 апреля 2003) — американский писатель. Он наиболее известен Белым дворцом (White Palace), дебютным романом 1987 года. В 1990 году вышла экранизация со Сьюзан Сарандон и Джеймсом Спейдером в главных ролях.

## Биография
«Белый дворец» был опубликован в мягкой обложке издательством Bantam New Fiction, что является частью тенденции издателей 1980-х годов, пытающихся «найти материал, из которого можно создавать и переделывать качественные торговые серии в мягкой обложке».
Второй роман Сэйвена, «Анатомия Голдмана», был опубликован в 1993 году. Los Angeles Times назвала его «долгожданным» и «ещё более самоуверенным», чем Белый дворец. «Анатомия Голдмана» была частично вдохновлена собственной борьбой Сэйвена с дегенеративными заболеваниями суставов и другими проблемами со здоровьем.
Сэйвен был уроженцем Сент-Луиса, штат Миссури, места действия обоих его романов. Он был выпускником Мастерской писателей Айовы. Сэйвен страдал дегенеративным заболеванием суставов, а также болезнью Паркинсона. Он умер от инсульта или сердечного приступа у себя дома в возрасте 49 лет.

## Книги
- White Palace (1987)
- Goldman's Anatomy (1993)